# Sigurd Svensson
Karl Johan Sigurd Svensson (27 de septiembre de 1912-13 de enero de 1969) fue un jinete sueco que compitió en la modalidad de concurso completo. Participó en los Juegos Olímpicos de Londres 1948, obteniendo una medalla de plata en la prueba por equipos.

## Palmarés internacional
| Juegos Olímpicos | Juegos Olímpicos      | Juegos Olímpicos | Juegos Olímpicos |
| Año              | Lugar                 | Medalla          | Categoría        |
| ---------------- | --------------------- | ---------------- | ---------------- |
| 1948             | Londres (Reino Unido) | Medalla de plata | Por equipos      |